# Dokładność pomiarów olfaktometrycznych
Dokładność pomiarów olfaktometrycznych – precyzja i poprawność pomiarów stężenia zapachowego, kontrolowana w ramach regularnych ocen wewnątrzlaboratoryjnych i okresowych testów międzylaboratoryjnych.
W Europie olfaktometryczne pomiary stężenia odorantów w próbkach gazów emitowanych do atmosfery są wykonywane metodą olfaktometrii dynamicznej, zgodnie z normą PN-EN 13725 (dosłowne tłumaczenie EN 13725:2003). Parametry poprawności i precyzji wyznacza się z użyciem materiału odniesienia (n-butanolu), dla którego ustalono „przyjętą wartość odniesienia” (EROM).
Wyznaczone parametry porównuje się ze wskazanymi w normie kryteriami jakości, które zostały zwalidowane podczas Międzylaboratoryjnego Porównania Olfaktometrycznego (ang. Interlaboratory Comparison for Olfactometry), ICO w roku 1996.
O wykonaniu pomiarów w laboratorium zgodnie z PN-EN 13725 można mówić, jeżeli spełnienie jej wymagań potwierdzono w czasie opisanych w normie prób eksploatacyjnych. Próby powinny być wykonywane jako „badania biegłości” (ang. proficiency testing) – międzylaboratoryjne badania porównawcze, koordynowane przez certyfikowaną jednostkę zewnętrzną.

## Podstawy olfaktometrii

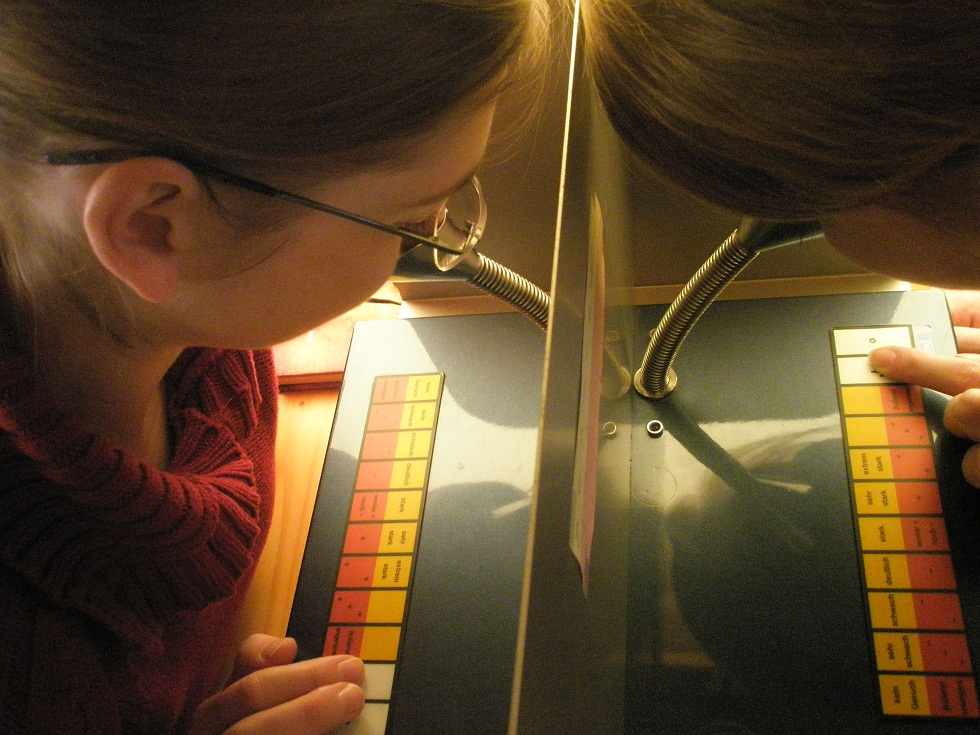
Stanowisko członka zespołu przy olfaktometrze

Olfaktometryczne pomiary stężenia zapachowego są jedną z metod analizy sensorycznej. Są wykonywane zgodnie normą europejską, wydaną przez Europejski Komitet Normalizacyjny (ang. European Committee for Standardization) w roku 2003, a w roku 2005 uznaną przez Polski Komitet Normalizacyjny za PN-EN (U). Dwa lata później została wydana wersja polskojęzyczna: PN-EN 13725:2007 „Jakość powietrza – Oznaczanie stężenia zapachowego metodą olfaktometrii dynamicznej”.
W czasie pomiarów strumień próbki badanego gazu jest rozcieńczany strumieniem czystego powietrza z użyciem olfaktometru dynamicznego. Określa się wartość stopnia rozcieńczenia, po którym jest osiągany zespołowy próg wyczuwalności zapachu. Stężenie zapachowe (wynik pojedynczego pomiaru) jest średnią geometryczną z co najmniej 8 lub 12 zgodnych wyników oznaczeń indywidualnych (co najmniej 4 osoby, co najmniej 2 lub 3 cykle prezentacji jednej serii rozcieńczeń, zależnie od regulaminu laboratorium).

## Pojęcia dotyczące jakości pomiarów
Kontrolę jakości pomiarów olfaktometrycznych wykonuje się tak, jak w przypadku innych pomiarów. Ogólne zasady postępowania i pojęcia zdefiniowano w normach międzynarodowych (ISO) i europejskich (EN), np. PN-ISO 5725-1:2002, PN-ISO 5725-2:2002, PN-ISO 5725-3:2002, PN-ISO 5725-4:2002, PN-ISO 6879:2000, EN ISO/IEC 17000:2006, PN-EN ISO 9169:2011, PN-EN 45020:2009.
W przypadku olfaktometrii normalizacja była zadaniem trudnym, ponieważ jedna „wartość rzeczywista” stężenia zapachowego zanieczyszczeń powietrza nie istnieje. Jest to związane z dużym zróżnicowaniem wrażliwości węchu w populacji ogólnej na zapach różnych związków chemicznych i ich mieszanin. Z tego powodu:
- za czujnik pomiarowy uznano zespół reprezentatywny dla populacji standardowej, grupę ludzi o podobnej wrażliwości węchu na zapach wskazanego certyfikowanego materiału odniesienia (CRM[14], n-butanol); kontrola tej wrażliwości odgrywa rolę kalibracji przyrządu pomiarowego (zobacz też wymagania metrologiczne);
- za „wartość odniesienia”[11] umożliwiającą walidację pomiarów, uznano próg wyczuwalności zapachu n-butanolu (z uwzględnieniem naturalnej dla zmysłów niepewności pomiarów): 1 ouE/m³ ≡ 123 μg n-butanolu/m³, gdzie symbol ouE oznacza specjalistyczną jednostkę miary – europejską jednostkę zapachową.

Dużą dokładność mało precyzyjnych pomiarów olfaktometrycznych można osiągnąć dzięki wielokrotnym powtórzeniom oznaczeń.

Dokładność pomiaru stężenia zapachowego (cod [ouE/m³]) to stopień zgodności między uzyskanym wynikiem a przyjętą wartością odniesienia, określoną na podstawie rzeczywistego stężenia n-butanolu w próbce. W przypadku obliczeń dotyczących zbioru wyników badań bierze się pod uwagę wspólny błąd systematyczny (obciążenie).
Badania powtarzalności są wykonywane w ustalonych warunkach: ta sama metoda, identyczny materiał doświadczalny, to samo laboratorium, ten sam operator, to samo wyposażenie. Analizowany jest zbiór niezależnych wyników uzyskanych w krótkich odstępach czasu. Granicę powtarzalności zdefiniowano zakładając, że jest akceptowane prawdopodobieństwo 0,05 wystąpienia różnicy między dwoma wynikami pomiarów. Granicą powtarzalności jest minimalna wartość różnicy, która spełnia ten warunek (definicja zgodna z ISO 5725).
Badania odtwarzalności wykonuje się stosując jednakowe metody i materiały doświadczalne, ale w różnych laboratoriach, z użyciem różnego wyposażenia i przez różnych operatorów. Granicę odtwarzalności zdefiniowano analogicznie jak granicę powtarzalności.
Powtarzalność i odtwarzalność pomiarów olfaktometrycznych jest zależna od:
- jakości wyposażenia laboratorium, w tym od sprawności sprzętu rozcieńczającego (precyzja i powtarzalność rozcieńczeń),
- sensorycznej sprawności członków zespołu oceniającego zapach (zespół jako czujnik),
- zgodności stosowanych w laboratorium procedur z wymaganiami normy (np. przestrzeganie kodeksu postępowania osób oceniających, sposoby pobierania, przechowywania i transportu próbek, harmonogram i warunki pomiarów).

## Badania jakości laboratorium
W normie PN-EN 13725 określono wymagania dotyczące warunków i sposobów prowadzenia pomiarów olfaktometrycznych. Najdokładniej opisano sposoby kontrolowania:
- jakości urządzeń stosowanych do mieszania strumieni badanego gazu i czystego powietrza (np. sprawność olfaktometrów),
- węchowej wrażliwości osób oceniających zapach rozcieńczonych próbek (sprawność sensoryczna członków zespołu),
- ogólnej dokładności pomiarów, zależnej czynników wyżej wymienionych i innych.

W wielu sytuacjach dokładność pomiarów jest ściśle związana z jakością stosowanego sprzętu i prawidłowością procedury pobierania próbek (np. jakość sond i pojemników na próbki). Przyczyną dużych błędów mogą być procesy zachodzące w czasie pobierania próbek gorących i wilgotnych. W tych przypadkach badany gaz jest wstępnie rozcieńczany (dynamicznie lub statycznie) przed wprowadzeniem do worków na próbki, co stanowi pierwszy etap analizy olfaktometrycznej.

### Jakość olfaktometru i innych urządzeń rozcieńczających
Kalibrację olfaktometru i innych urządzeń rozcieńczających wykonuje się co najmniej raz w roku (częściej, jeżeli taka potrzeba wynika z historii kalibracji przechowywanej w archiwum). Dla danej serii rozcieńczeń określa się parametry dokładności i niestabilności, które są porównywane z wymaganiami PN-EN 13725.
W czasie kalibracji są stosowane:
- gazy wskaźnikowe zapewniające stabilność stosowanej metody analitycznej (rozszerzona niepewność ±3% lub mniejsza dla około 15% i 90% zakresu pomiarowego); np. tlenek węgla (analiza NDIR) lub – w przypadku kalibracji aparatów bez regulatorów strumienia masy – propan (GC FID) lub SF6 (ECD lub IR),
- odpowiednie przyrządy kontrolne o udokumentowanej dokładności, wyższej o rząd wielkości niż wymagany poziom dokładności kalibrowanego urządzenia.

Oznaczenia wykonuje się co najmniej 10-krotnie dla co najmniej pięciu ustawień jednej serii rozcieńczeń.
Określana jest dokładność rozcieńczenia, wyrażana przez:
- poprawność – obciążenie wewnątrzlaboratoryjne ({\displaystyle \delta _{w,d};} dolny indeks {\displaystyle d} – od ang. dilution; rozcieńczenie), obliczane zwykle z użyciem wartości odniesienia dla ustawienia rozcieńczenia {\displaystyle (\mu _{d}),} określanej zwykle na podstawie poprzedniej kalibracji,
- precyzję – granicę powtarzalności rozcieńczenia {\displaystyle (r_{d}),} parametr charakteryzujący różnice między średnim stężeniem wyznaczanym po kolejnych ustawieniach tego samego rozcieńczenia,
- niestabilność {\displaystyle (I_{d})} – parametr charakteryzujący zmiany stężenia w czasie jednej prezentacji, obliczany na podstawie wyników co najmniej 10 kolejnych obserwacji; wynik analizy dotyczącej jednego ustawienia {\displaystyle (y_{i,d})} powinien składać się z co najmniej 10 „obserwacji” {\displaystyle (o_{j}),} wykonywanych co nie więcej niż 10 s (podstawa obliczeń odchylenia standardowego niestabilności, {\displaystyle s_{I,d}})

W czasie badań dokładności rozcieńczania (poprawności i precyzji) dla każdego z wybranych ustawień oblicza wartości średnie {\displaystyle {\overline {y}}_{w,d}} oraz 95% przedział ufności dla dokładności tych rozcieńczeń:
{\displaystyle d_{w,d}-A_{w,d}\cdot r_{d}\leqslant \delta _{w,d}\leqslant d_{w,d}+A_{w,d}\cdot r_{d},}
gdzie:
- oszacowanie obciążenia ustawienia rozcieńczenia: {\displaystyle d_{w,d}={\overline {y}}_{w,d}-\mu _{d},}
- współczynnik statystyczny {\displaystyle A_{w,d}={\sqrt {\frac {1}{2n}}},}
- granica powtarzalności {\displaystyle (r_{d}),} obliczona na podstawie odchylenia standardowego {\displaystyle (s_{r,d})} w zbiorze wyników uzyskanych po kolejnych ustawieniach jednego rozcieńczenia: {\displaystyle r_{d}=t\cdot {\sqrt {2}}\cdot s_{r,d}.}

Ustalono, że dokładność {\displaystyle (A_{d})} serii rozcieńczeń powinna spełniać warunek:
{\displaystyle A_{d}={\frac {(|d_{w,d}|+A_{w,d}\cdot r_{d})}{\mu _{d}}}\leqslant 0{,}20.}
Dla niestabilności rozcieńczenia (Id) ustalono kryterium:
{\displaystyle I_{d}=\left({\frac {1{,}96\cdot s_{I,d}}{y_{i,d}}}\right)\cdot 100\%\leqslant 5\%.}

### Sprawność sensoryczna zespołu

Wyniki badań węchowej wrażliwości kandydata do zespołu (przykład)

Zgodnie z PN-EN 13725 węch członków zespołu, pełniącego funkcję czujnika pomiarowego, jest oceniany z wykorzystaniem n-butanolu. Określana jest wysokość indywidualnego progu wyczuwalności zapachu tego związku (ITEn-butanol; ang. Individual Threshold Estimate) i zmienność progu.
Muszą spełniać następujące kryteria:
1. antylogarytm z odchylenia standardowego sITE, obliczonego z log ITE,
jest mniejszy niż 2,3 (ITE wyraża się w jednostkach stężenia masowego),
2. średnia geometryczna dla wartości ITEn-butanol mieści się
między 0,5-krotną a 2-krotną wartością odniesienia (62 µg/m³ do 246 µg/m³, czyli 20–80 ppb).

Zgodność z kryteriami jest systematycznie sprawdzana, a wyniki wszystkich oznaczeń ITEn-butanol są archiwizowane. W olfaktometrycznych badaniach próbek środowiskowych lub przemysłowych mogą uczestniczyć tylko te osoby, które w czasie ostatnich 10–20 pomiarów ITEn-butanol spełniały kryteria selekcji.

### Wewnątrzlaboratoryjne badania eksploatacyjne
Wewnątrzlaboratoryjne badania dokładności są wykonywane przede wszystkim z użyciem certyfikowanego odorantu odniesienia (n-butanol), dla którego jest znana wartość oczekiwana {\displaystyle (\mu ),} zastępująca „wartość rzeczywistą” stężenia zapachowego.
Określana jest dokładność, wyrażana przez:
- poprawność – obciążenie wewnątrzlaboratoryjne {\displaystyle (\delta _{w}),}
- precyzję – granica powtarzalności {\displaystyle (r).}

W czasie wewnętrznej kontroli jakości pomiarów wykonuje się co najmniej {\displaystyle n=10} pomiarów stężenia zapachowego w próbce i oblicza wartość średnią {\displaystyle {\overline {y}}_{w}} oraz 95% przedział ufności dla obciążenia wewnątrzlaboratoryjnego:
{\displaystyle d_{w}-A_{w}\cdot r\leqslant \delta _{w}\leqslant d_{w}+A_{w}\cdot r,}
gdzie:
- oszacowanie obciążenia wewnątrzlaboratoryjnego: {\displaystyle d_{w}={\overline {y}}_{w}-\mu ,}
- współczynnik statystyczny {\displaystyle A_{w}={\sqrt {\frac {1}{2n}}},}
- granica powtarzalności {\displaystyle (r),} obliczona na podstawie odchylenia standardowego {\displaystyle (s_{r}){:}} {\displaystyle r=t\cdot {\sqrt {2}}\cdot s_{r}.}

Kryteria dokładności i powtarzalności określono stosując zmienną pomiarową {\displaystyle A_{od}{:}}
{\displaystyle A_{od}=|d_{w}|+(A_{w}\cdot r)\leqslant 0{,}217.}
Dodatkowo określono kryterium precyzji (granica powtarzalności) jako:
{\displaystyle r\leqslant 0{,}477} lub {\displaystyle 10^{r}\leqslant 3{,}0.}
Wewnątrzlaboratoryjne badania jakości pomiarów stężenia zapachowego w próbkach zawierających inne odoranty ograniczają się do określania precyzji. Ustalenie poprawności (obciążenia) nie jest możliwe, ponieważ nie jest dostępna wartość oczekiwana. Przyjmuje się, że poprawność jest taka sama jak w czasie oznaczeń z użyciem n-butanolu.

### Badania międzylaboratoryjne
Zaleca się, aby oznaczenia dokładności laboratorium były organizowane przez niezależne certyfikowane jednostki, zajmujące się przygotowaniem i dystrybucją próbek, równocześnie analizowanych w różnych laboratoriach („test okrężny”, ring-test). Badania umożliwiają ustalenie dokładności oznaczeń stężenia zapachowego w próbkach zawierających n-butanol, inne czyste związki chemiczne lub mieszaniny odorantów (np. w próbkach środowiskowych). W przypadku stosowania odorantów innych niż n-butanol za wartość oczekiwaną uznaje się średnią z wyników uzyskiwanych w różnych laboratoriach.
Międzylaboratoryjne badania zgodności wyników pomiarów olfaktometrycznych były prowadzone w Holandii i w Niemczech od lat 80. XX w. Od roku 2003 koordynuje je prywatna firma OLFAtec GmbH (Niemcy), która uzyskała akredytację zgodnie z EN ISO/IEC 17020:2004.

## Wyniki ICO 2000, 2003, 2005, 2007, 2011
Międzylaboratoryjne badania olfaktometryczne były prowadzone na dużą skalę już w latach 80. XX w., głównie w Niemczech i Holandii. Ich wyniki zostały wykorzystane w ramach prac Grupy Roboczej WG2 Odours w Europejskim Komitecie Normalizacyjnym, kierowanej przez A.P. van Harrevelda, w czasie opracowywania projektu normy.
W badaniach wykonanych na podstawie projektu z roku 2000 uczestniczyło 31 laboratoriów z czterech krajów Europy Środkowej. Wykonywano testy z użyciem trzech czystych związków chemicznych (n-butanol, siarkowodór, tetrahydrotiofen) oraz naturalnej mieszaniny odorantów (zapach kawy). Stwierdzono, że laboratoria pracujące zgodnie z nowym standardem uzyskują większą niż inne powtarzalność i odtwarzalność.
W roku ustanowienia EN 13725:2003 w ICO uczestniczyło 51 laboratoriów z 12 krajów, a w roku 2005 – 47 laboratoriów z 15 krajów. W zakres testu RV Standard (test zgodności wyników, skrót RV od niem. Ringversuch) wchodziło oznaczenie stężenia zapachowego w 4 próbkach, dostarczonych przez OLFAtec GmbH, zawierających n-butanol (dwa różne stężenia) oraz THT i SFREE (nawaniacze gazu miejskiego). Porównując liczbę poprawnych wyników uzyskanych w poszczególnych laboratoriach, stwierdzono duży postęp w czasie dwóch lat. W roku 2003 cztery poprawne wyniki uzyskano w 8 (ok. 16%), a w roku 2005 w 18 laboratoriach (ok. 38%).
Trudniejsze okazało się uzyskanie potwierdzenia wymaganej powtarzalności i poprawności oznaczeń stężenia n-butanolu. W roku 2005 do testu RV PLUS (10 próbek o różnym stężeniu n-butanolu w azocie) przystąpiło 10 laboratoriów. Tylko dwa z nich uzyskały potwierdzenie zgodności z kryterium powtarzalności (r) i poprawności (A), a trzy dodatkowe spełniały jedno z kryteriów (r lub A).
W 2007 roku w badaniu biegłości z użyciem n-butanolu uczestniczyło 29 laboratoriów. Wszystkie kryteria statystyczne EN 13725 spełniło 12 z nich. Wśród laboratoriów, które nie uzyskały wymaganej dokładności znalazły się jednostki akredytowane zgodnie z ISO 17025, co potwierdza potrzebę stosowania ICO.
W 2011 w analogicznych badaniach wzięło udział 35 zespołów olfaktometrycznych z 14 krajów (Niemcy, Dania, Wielka Brytania, Belgia, Francja, Włochy, Holandia, Hiszpania, Austria, Kanada, Chile, Estonia, Szwajcaria i – po raz pierwszy – Polska). Oba kryteria spełniło 19 laboratoriów. Laboratorium z Polski znalazło się wśród siedmiu, które spełniły tylko jedno z nich. Żadnego kryterium nie spełniło 9 zespołów.